# Hacienda del Sol
Hacienda del Sol es una localidad del estado mexicano de Michoacán. Es parte del municipio de Tarímbaro. Fue fundada el 30 de septiembre de 2009.

## Demografía
| Censo | Población |
| ----- | --------- |
| 2010  | 1848      |
| 2020  | 8608      |